# Estación Central (métro de Santiago)
Pour les articles homonymes, voir Estacion.
Estación Central est une station de la ligne 1 du métro de Santiago, située dans les communes de Estación Central et Santiago.

## Histoire
La station est ouverte le 15 septembre 1975, lors de la mise en service du premier tronçon de la ligne 1 entre San Pablo et La Moneda. Le nom provient de la gare centrale de la ville, construite en 1885 par la société française Schneider et Cie du Creusot, selon un projet de Gustave Eiffel.

## Services aux voyageurs

### Accès et accueil
La station comprend trois accès dont deux sont équipés d'ascenseurs.